# John Chandos

Escudo de armas de John Chandos

John Chandos (c. 1320 — 31 de diciembre de 1369) fue un caballero y militar inglés de la Edad Media.
Originario de Radbourne Hall, Derbyshire, Chandos fue un amigo muy cercano de Eduardo, el Príncipe Negro y uno de los fundadores de la Orden de la Jarretera. A diferencia de la mayoría de los comandantes de la época, Chandos no provenía de cuna noble.

## Carrera militar
En su calidad de veterano, Chandos fue uno de los comandantes que condujo a las tropas inglesas en la batalla de Crécy, cuando Eduardo, al mando del ejército, tenía 16 años. Años después, como jefe de Estado Mayor de Eduardo, trazó el plan de batalla que condujo a la victoria inglesa en la batalla de Poitiers en 1356.
El 29 de septiembre de 1364, Chandos condujo las fuerzas del duque Juan de Montfort a la victoria en la batalla de Auray, ganando así la guerra de sucesión bretona y convirtiendo a Montfort en Juan V, duque de Bretaña.
Como recompensa por sus servicios, Chandos fue nombrado teniente de Francia, vice chambelán de Inglaterra y se le otorgó el vizcondado de Saint-Saveur en Cotentin. Durante la guerra de los Cien Años fue nombrado condestable de Aquitania y senescal de Poitou.

## Retiro y regreso
Se retiró del servicio para hacerse cargo de sus propiedades en Normandía luego de una desavenencia con Eduardo respecto a la forma de fijar los impuestos a la región de Aquitania, sin embargo, en 1369 los franceses lanzaron una contraofensiva exitosa, lo que obligó a Eduardo a llamar nuevamente a Chandos a participar en la campaña.
Chandos fue mortalmente herido en una escaramuza nocturna en Lussac-les-Châteaux en Poitou, por un hidalgo francés, Guillaume Boitel, quien le asestó una lanza en el rostro. Murió en el castillo de Morthemer del 31 de diciembre de 1370.
Su muerte fue profundamente sentida en ambos bandos.

## El heraldo de Chandos (Chandos Herald)
El heraldo de John Chandos, conocido en inglés como Chandos Herald, escribió un importante poema titulado La vida del Príncipe Negro (The Life of the Black Prince). El poema detalla muchas de las hazañas en la guerra de los Cien Años, incluyendo la guerra civil en Castilla, la batalla de Crecy, y la batalla de Poitiers.